# Kunstmuseum Heidenheim

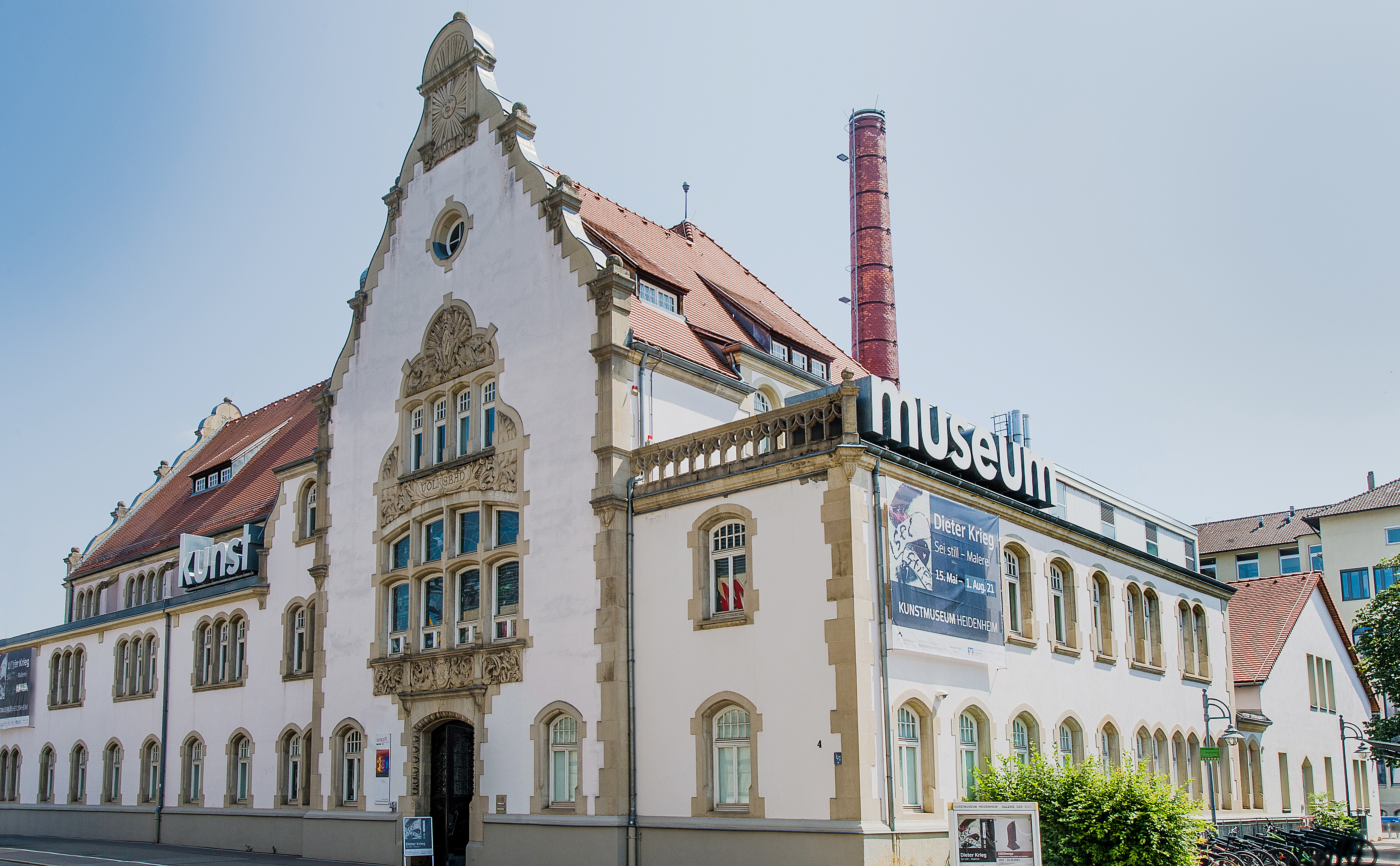
Außenansicht des Kunstmuseums

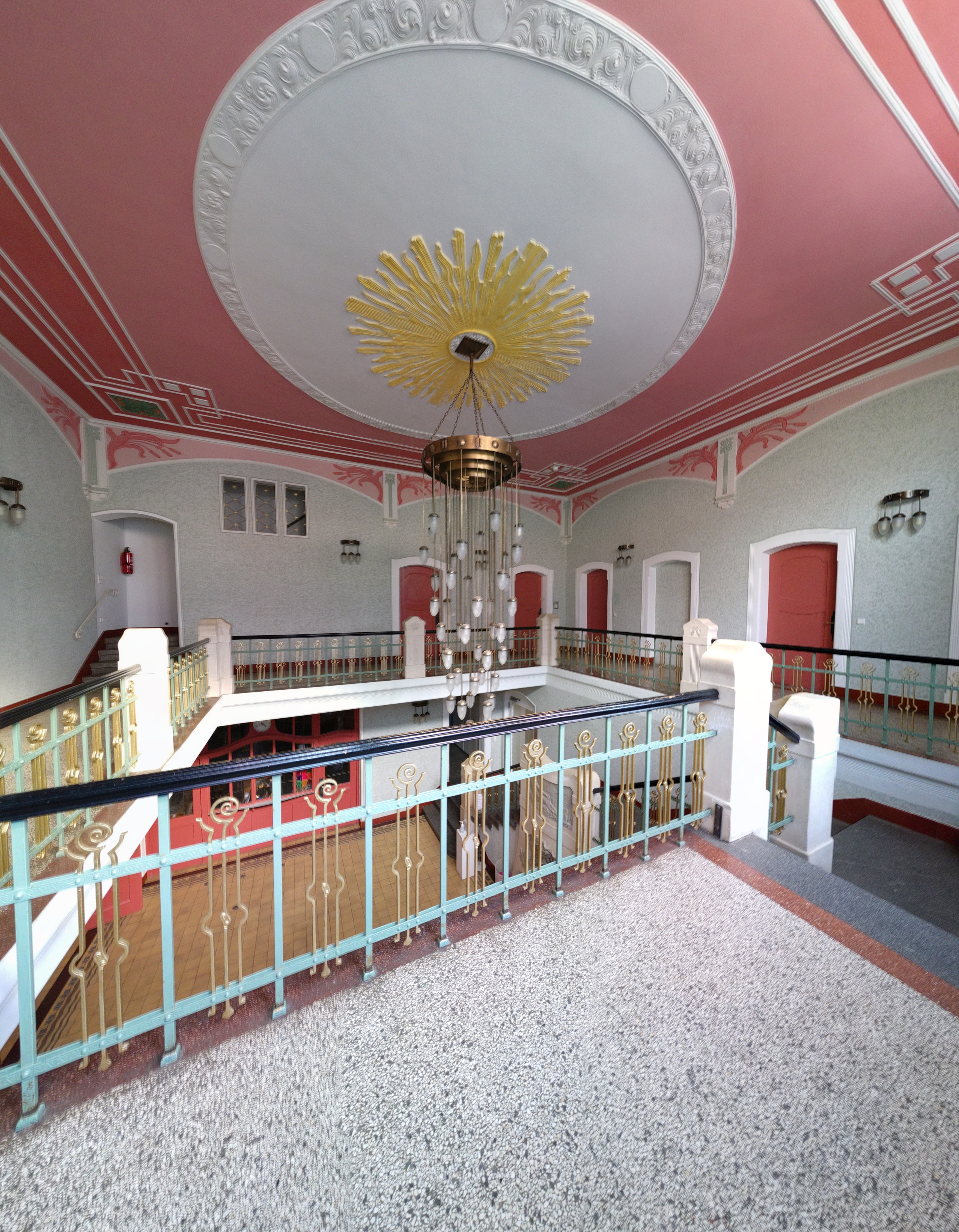
Jugendstiltreppenhaus des Museums und ehemaligen Schwimmbades

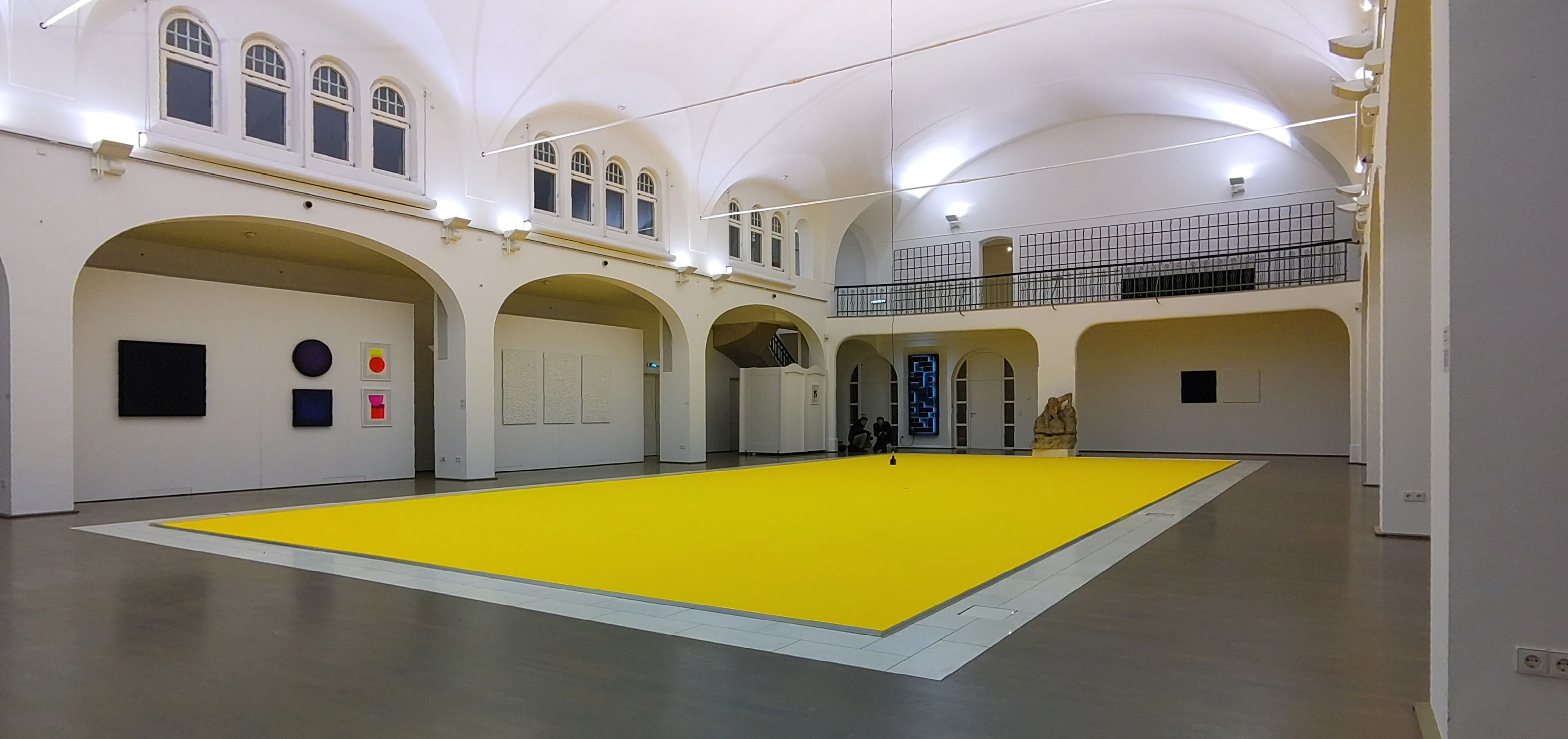
Hauptausstellungsraum mit einer Installation von LAb[au

Das Kunstmuseum Heidenheim ist ein städtisches Ausstellungshaus für aktuelle Kunst in Heidenheim an der Brenz im Osten Baden-Württembergs. Das Museum befindet sich in den Räumen des einstigen Schwimmbads der Stadt. Neben regionaler sowie internationaler Fotokunst umfasst die Sammlung des Museums die weltweit größte Sammlung an Plakaten des Künstlers Pablo Picasso. Auf den rund 1.000 m² Ausstellungsfläche werden jährlich mehrere Wechselausstellungen sowie eine Dauerausstellung zu den Druckgrafiken Picassos gezeigt.

## Geschichte
1903–1904 wurde das ehemalige Volksbad der Stadt Heidenheim nach Plänen des Architekten Philipp Jakob Manz errichtet. Das öffentliche Gebäude wurde am 15. Oktober 1904 eröffnet. Die Gestaltung folgt Stilprinzipien des damals aktuellen Jugendstils mit historisierenden Anleihen der Renaissance. Der Bau der städtischen Schwimmhalle mit Wannenbädern 1. und 2. Klasse sowie Dampfbad, Massage- und Ruheraum sowie einer Wäscherei wurde 1898 durch einen 50.000 Mark umfassenden Fond der von der Fabrikantenwitwe Christine Friederike Schäfer (geb. Wulz) gegründeten Schäfer-Wulz-Stiftung initiiert. Hintergrund des Baus war die Verbesserung der hygienischen Verhältnisse in der prosperierenden Industriestadt, in der viele Menschen keine Badezimmer besaßen und deshalb in der Brenz badeten, was durchaus gefährlich war.
In den 1970er Jahren war die Notwendigkeit eines innerstädtischen, der Hygiene dienenden Bades gering. Der Fokus verlagerte sich von der Körperreinigung hin zu Sport- und Spaßstätten. Mit der Eröffnung des Freizeitbades "Aquarena" 1977 verlor das Alte Volksbad an Bedeutung. Zudem waren die Personal- und Unterhaltungskosten hoch.
1987 wurde das Volksbad geschlossen und mit der Renovierung durch den Architekten Martin Wittmann begonnen. Ziel war die Einrichtung eines kommunalen Museums sowie die Unterbringung der Berufsakademie.
Am 26. April 1989 eröffnete das Museum als „Kunstmuseum Heidenheim. Galerie der Stadt“ unter der Leitung von Reiner René Müller. Die Einrichtung des Kunstmuseums wurde durch eine Stiftung von Hugo Rupf ermöglicht. Seitdem wird im Obergeschoss des Gebäudes, in dem nach dem Stifter benannten Saal auf 400 m² Gegenwartskunst und Kunst des 20. Jahrhunderts präsentiert. 2001 wurde das ehemalige Schwimmbecken zur sogenannten Hermann Voith Galerie umgebaut, in der auf 330 m² Teile der museumseigenen Picasso Plakate- und Druckgrafiksammlung gezeigt werden. Die Erweiterung erfolgte mit Mitteln aus der Hermann-Voith-Stiftung. Durch den Umzug der Berufsakademie und dem Wegfall einer schulischen Nutzung wurden 2013 zwei weitere kleine Wechselausstellungsräume für die museale Nutzung ausgebaut.

## Sammlung Pablo Picasso
Grundstock der Museumsgründung stellte die Sammlung des Autors, Kunsthändlers und Verlegers Christoph Czwiklitzer dar, der sich dem Ankauf originaler Plakate Pablo Picassos gewidmet hatte. Mit über 700 Blättern entstand die weltweit größte Picasso-Plakate-Sammlung. Sie umfasst neben zahlreichen Plakaten für Picasso-Ausstellungen, die von unterschiedlichen Grafikern gestaltet wurden, sämtliche vom Künstler selbst entworfene und geschaffene Plakate. Im Laufe der Museumsgeschichte wurde die Sammlung durch zahlreiche Druckgrafiken des Künstlers ergänzt. Anhand seiner Stierkampf- und Friedensdarstellungen lässt sich so die Entwicklung des Künstlers über Jahrzehnte hinweg verfolgen und andererseits dessen Umgang mit unterschiedlichen Drucktechniken nachvollziehen.

## Ausstellungen
- 2013: Bildhauersymposium und Ausstellung Werk 13, Preisträger des Symposiums Skulpturen im Öffentlichen Raum,[8] Kunstmuseum Heidenheim, Deutschland
- 2020: Fotokunst. Eine kurze Geschichte der Fotokunst[9][10]
- 2021: Institut für postevolutionäre Lebensformen. Reiner Maria Matysik[11]
- 2021: Von Wurzeln und Blüten. Anne Carnein[12]
- 2021: Wachsende Formen. Organische Prozesse in der aktuellen Kunst[13][14]
- 2021: Waldeslust. Landschaft aus der Sammlung
- 2022: Herbert Nauderer. Das Haus des Erfinders[15]
- 2022: Jonasch Höschl. Ein Lied für Deutschland[16][17]
- 2022: Spieglein, Spieglein... Der Spiegel als Material in der Kunst[18][19]
- 2022: Arjann Jacob Härtner (Roland-Riegger-Preis für junge Kunst 2022)
- 2022/2023: LAb[au]. Zeit Zeichen[20]
- 2022/2023: Schön Genau. Konkretes aus der Sammlung
- 2023: Fantastische Tierwelten[21][22]
- 2023: Hannah Cooke. How to Face Picasso[23]
- 2023: Adi Hoesle: Der Ursprung der Kunst[24]
- 2023: Rainer Zerback: Metamorphosis[25]
- 2023/2024: echt jetzt[26]
- 2023/2024: Benjamin Moravec. Die Ränder der Fiktion[27]
- seit 2024: Krieg und Frieden (Neukonzeption der Dauerausstellung)
- 2024: Kristallisationspunkte. Salz und Zucker in der Kunst[28]
- 2024: Alfred Diebold: Remains of Paranoia
- 2024: #vonhier. Ausstellungsreihe zu Kunstschaffenden aus der Region[29]
- 2024: Klangkörper. Künstlerische Musikinstrumente[30]
- 2024/2025: Neue Stille. Landschaft heute[31][32]
- 2024/2025: Daniel Beerstecher. Ein Platz in der Welt
- 2025: Auf der Suche. Jugend im Bild[33]
- 2025: Julie Batteux. Safer Space
- 2025: Creatures[34]
- 2025: Franklin Pühn: Metall[35]